# IYiYi
"iYiYi" là đĩa đơn đầu tiên của nam ca sĩ người Úc Cody Simpson. Ca khúc được sáng tác bởi Colby O'Donis, Bei Maejor, Flo Rida và được sản xuất bởi DJ Frank E. Và đây cũng là đĩa đơn đầu tiên trích từ album đầu tay của cậu, 4 U, với sự góp giọng của nam rapper Flo Rida. "iYiYi" được phát hành trên toàn thế giới vào 1 tháng 6 năm 2010.

## Biểu diễn
Simpson có biểu diễn ca khúc tại Lễ trao giải 2010 Australian Kids' Choice Awards ở phần kết thúc.

## Video âm nhạc
Video âm nhạc cho "iYiYi" được phát hành vào 30 tháng 6 năm 2010. Video được quay tại quê nhà của Simpson, Gold Coast, Queensland, Úc.

## Danh sách ca khúc
Đĩa đơn đặc biệt
1. "iYiYi" (hợp tác với Flo Rida)
2. "iYiYi"
3. "Summertime"

## Xếp hạng
| Bảng xếp hạng (2010)            | Vị trí cao nhất |
| ------------------------------- | --------------- |
| Úc (ARIA)                       | 19              |
| New Zealand (Recorded Music NZ) | 29              |

| Bảng xếp hạng (2011)      | Vị trí cao nhất |
| ------------------------- | --------------- |
| Bỉ (Ultratip Flanders)    | 33              |
| Canada (Canadian Hot 100) | 73              |

## Lịch sử phát hành
| Quốc gia    | Ngày                | Định dạng       | Hãng đĩa |
| ----------- | ------------------- | --------------- | -------- |
| Úc          | 1 tháng 6 năm 2010  | Tải kĩ thuật số | Atlantic |
| New Zealand | 1 tháng 6 năm 2010  | Tải kĩ thuật số | Atlantic |
| Mỹ          | 1 tháng 6 năm 2010  | Tải kĩ thuật số | Atlantic |
| Đức         | 29 tháng 4 năm 2011 | Đĩa đơn CD      | Atlantic |